# 鬼父2
《鬼父2》（日语：鬼父2）是2009年8月28日發行的日本成人遊戲，製作公司為BLUE GALE，原本標題是，後來受到電腦軟體倫理機構對凌辱系作品規定的影響而改名。《鬼父》的續作，但兩作故事情節和人物關係上並沒有聯繫。在2010年由動畫公司PORO改編為OVA系列。

## 故事
（注：此项以鬼父第一人称描述。）
变成这样，从那个事故开始。
我在什么时候变得如此可笑呢……
性对象竟是原本应该去爱的女儿们。
到现在女儿们还是穿着内衣转来转去，什么都没有感到……
因为扫除进入女儿们的房间，不知从哪里散发的香味……
现在成为“大人”，散发着“仕草”体臭，作出敏感反应的身体。
在女儿们天真的睡姿前…我到底能自制到什么时候？
理智的水库充满了丑陋的欲望……就要决堤！

## 登場角色
以下是遊戲配音。
牧野賢一
男主角。在妻子過世後獨自照顧四位女兒，但是由於一場交通事故使頭部受創後開始出現異常行為。
牧野遙（聲：計名莢香）
長女，學園3年級生。一直都很照顧家裡，開朗的元氣少女，但性格有些草率。
牧野棗（聲：安堂りゅう）
次女，學園2年級生，劍道部成員。和晶是雙胞胎姐妹，但在姐妹中的個子是最矮的。
牧野晶（聲：岩泉まい）
三女，學園2年級生。性格溫順。學習成績優異。擅長烹飪。在學校並沒有參加社團活動。
牧野冬（聲：御苑生芽衣）
四女，學園1年級生。認為是自己的緣故母親才會死，所以一直有有心理陰影。

## OVA
鬼父2
上卷《任性愚蠢女兒的反省（おバカな袴っ娘の反省）》2010年10月29日發售。
下卷《巨乳與天然與治癒與嫉妒（巨乳と天然と癒しと嫉み／巨乳と天然と卑しと嫉み）》2010年11月26日發售。
鬼父2 Blu-ray版 2014年4月25日發售。
鬼父2 REVENGE
《巨乳圍裙乳交與腹黑失禁♥（巨乳エプロンパイズリ搾りとほのぼの腹黒お漏らし♥）》2013年11月29日發售。
《下流的河童髮型就用內褲來奉還♥（卑されおかっぱお袴”ッ娘倍返し♥）》2014年3月28日發售。
鬼父2 -REVENGE- Blu-ray版 2015年2月27日發售。
鬼父2 harvest
《天然巨乳的日常抽插 （天然巨乳のハメロス日和）》2015年1月30日發售。

## 外部連結
- BLUE GALE （页面存档备份，存于）（日語）